# Rhinodermatidae
Los rinodermátidos (Rhinodermatidae) son una familia de anfibios anuros. Estas ranas se distribuyen por los bosques templados de Chile y Argentina. Hasta 2011 se consideraba parte de la familia Cycloramphidae. Las tres especies que conforman esta familia están en peligro de extinción.

## Géneros
Incluye dos géneros y tres especies:
- Insuetophrynus Barrio, 1970 
  - Sapo de Mehuín (Insuetophrynus acarpicus) - Sur de Chile.
- Rhinoderma Duméril & Bibron, 1841 (2 especies) [ género tipo ]
  - Ranita de Darwin (Rhinoderma darwinii) - Chile y Argentina.
  - Ranita chilena de Darwin (Rhinoderma rufum) - Centro de Chile.